# U-Straßenbahn Wien
| |                      |                                                            |                                                            |
| Spurweite: | 1435 mm (Normalspur) |                                                            |                                                            |
| Stromsystem: | 600 V =              |                                                            |                                                            |
| Streckengeschwindigkeit: | 50 km/h              |                                                            |                                                            |
| |                      |                                                            |                                                            |
| \| \| \| Gürtel-Ustrab \| \| \| \| \| 6 18: von Westbahnhof \| \| \| \| \| 62 : von Bahnhof Meidling \| \| \| \| \| \| \| \| \| \| Eichenstraße \| \| \| \| \| 1 6: von Knöllgasse \| \| \| \| \| \| \| \| \| \| Matzleinsdorfer Platz \| \| \| \| \| Abzw. Matzleinsdorfer Platz \| \| \| \| \| Matzleinsdorfer Platz \| \| \| \| \| Kliebergasse \| \| \| \| \| Abzw. Kliebergasse \| \| \| \| \| Kliebergasse \| \| \| \| \| Laurenzgasse \| \| \| \| \| \| \| \| \| \| 1 62 : nach Oper, Karlsplatz \| \| \| \| \| Blechturmgasse \| \| \| \| \| O: von Quellenplatz \| \| \| \| \| Hauptbahnhof \| \| \| \| \| \| \| \| \| \| \| \| \| \| \| O 18: nach Quartier Belvedere \| \| \| \| \| \| \| \| \| \| \| \| \| \| \| \| \| \| \| \| Zweierlinie (bis 1980, seither ) \| \| \| \| \| E2 G2 H2: Gersthof (Herbeckstraße), Hohe Warte, Hernals \| \| \| \| \| Friedrich Schmidt-Platz heute Rathaus \| \| \| \| \| Lerchenfelder Straße 2003 geschlossen \| \| \| \| \| Burggasse heute Volkstheater \| \| \| \| \| Mariahilfer Straße heute Museumsquartier \| \| \| \| \| E2 G2 H2: Praterstern, Radetzkystraße, Prater (Hauptallee) \| \| |                      |                                                            |                                                            |
| |                      | Gürtel-Ustrab                                              |                                                            |
| U-Bahn-Strecke |                      | 6 18: von Westbahnhof                                      | 6 18: von Westbahnhof                                      |
| U-Bahn-Abzweig geradeaus und von rechts |                      | 62 : von Bahnhof Meidling                                  | 62 : von Bahnhof Meidling                                  |
| U-Bahn-Tunnelanfang |                      |                                                            |                                                            |
| U-Bahn-Haltepunkt / Haltestelle (im Tunnel) |                      | Eichenstraße                                               | Eichenstraße                                               |
| U-Bahn-Strecke von rechts · U-Bahn-Strecke (im Tunnel) |                      | 1 6: von Knöllgasse                                        | 1 6: von Knöllgasse                                        |
| U-Bahn-Tunnelanfang · U-Bahn-Strecke (im Tunnel) |                      |                                                            |                                                            |
| U-Bahn-Bahnhof (im Tunnel) · U-Bahn-Bahnhof (im Tunnel) |                      | Matzleinsdorfer Platz                                      | Matzleinsdorfer Platz                                      |
| U-Bahn-Strecke nach links (im Tunnel) · U-Bahn-Abzweig geradeaus, nach rechts und von rechts (im Tunnel) |                      | Abzw. Matzleinsdorfer Platz                                | Abzw. Matzleinsdorfer Platz                                |
| U-Bahn-Bahnhof (im Tunnel) |                      | Matzleinsdorfer Platz                                      | Matzleinsdorfer Platz                                      |
| U-Bahn-Bahnhof (im Tunnel) |                      | Kliebergasse                                               | Kliebergasse                                               |
| U-Bahn-Abzweig geradeaus und nach links (im Tunnel) · U-Bahn-Strecke von rechts (im Tunnel) |                      | Abzw. Kliebergasse                                         | Abzw. Kliebergasse                                         |
| U-Bahn-Bahnhof (im Tunnel) · U-Bahn-Bahnhof (im Tunnel) |                      | Kliebergasse                                               | Kliebergasse                                               |
| U-Bahn-Strecke (im Tunnel) · U-Bahn-Haltepunkt / Haltestelle (im Tunnel) |                      | Laurenzgasse                                               | Laurenzgasse                                               |
| U-Bahn-Strecke (im Tunnel) · U-Bahn-Tunnelende |                      |                                                            |                                                            |
| U-Bahn-Strecke (im Tunnel) · U-Bahn-Strecke nach links |                      | 1 62 : nach Oper, Karlsplatz                               | 1 62 : nach Oper, Karlsplatz                               |
| U-Bahn-Haltepunkt / Haltestelle (im Tunnel) |                      | Blechturmgasse                                             | Blechturmgasse                                             |
| U-Bahn-Strecke von rechts · U-Bahn-Strecke |                      | O: von Quellenplatz                                        | O: von Quellenplatz                                        |
| U-Bahn-Bahnhof · U-Bahn-Bahnhof |                      | Hauptbahnhof                                               | Hauptbahnhof                                               |
| U-Bahn-Strecke · U-Bahn-Tunnelende |                      |                                                            |                                                            |
| |                      |                                                            |                                                            |
| U-Bahn-Strecke |                      | O 18: nach Quartier Belvedere                              | O 18: nach Quartier Belvedere                              |
| |                      |                                                            |                                                            |
| |                      |                                                            |                                                            |
| |                      |                                                            |                                                            |
| |                      | Zweierlinie (bis 1980, seither )                           |                                                            |
| U-Bahn-Tunnelanfang |                      | E2 G2 H2: Gersthof (Herbeckstraße), Hohe Warte, Hernals    | E2 G2 H2: Gersthof (Herbeckstraße), Hohe Warte, Hernals    |
| U-Bahn-Haltepunkt / Haltestelle (im Tunnel) |                      | Friedrich Schmidt-Platz heute Rathaus                      | Friedrich Schmidt-Platz heute Rathaus                      |
| U-Bahn-Haltepunkt / Haltestelle (im Tunnel) |                      | Lerchenfelder Straße 2003 geschlossen                      | Lerchenfelder Straße 2003 geschlossen                      |
| U-Bahn-Haltepunkt / Haltestelle (im Tunnel) |                      | Burggasse heute Volkstheater                               | Burggasse heute Volkstheater                               |
| U-Bahn-Haltepunkt / Haltestelle (im Tunnel) |                      | Mariahilfer Straße heute Museumsquartier                   | Mariahilfer Straße heute Museumsquartier                   |
| U-Bahn-Tunnelende |                      | E2 G2 H2: Praterstern, Radetzkystraße, Prater (Hauptallee) | E2 G2 H2: Praterstern, Radetzkystraße, Prater (Hauptallee) |

Als U-Straßenbahn (manchmal abgekürzt USTRAB oder USTRABA) werden Abschnitte der Wiener Straßenbahn bezeichnet, die als Unterpflaster-Straßenbahn geführt wurden (Zweierlinie) oder werden (südlicher Gürtel). Heute ist damit vor allem der Abschnitt im Bereich des südlichen Gürtels gemeint, der am 11. Jänner 1969 in Betrieb ging.

## Streckenausrüstung

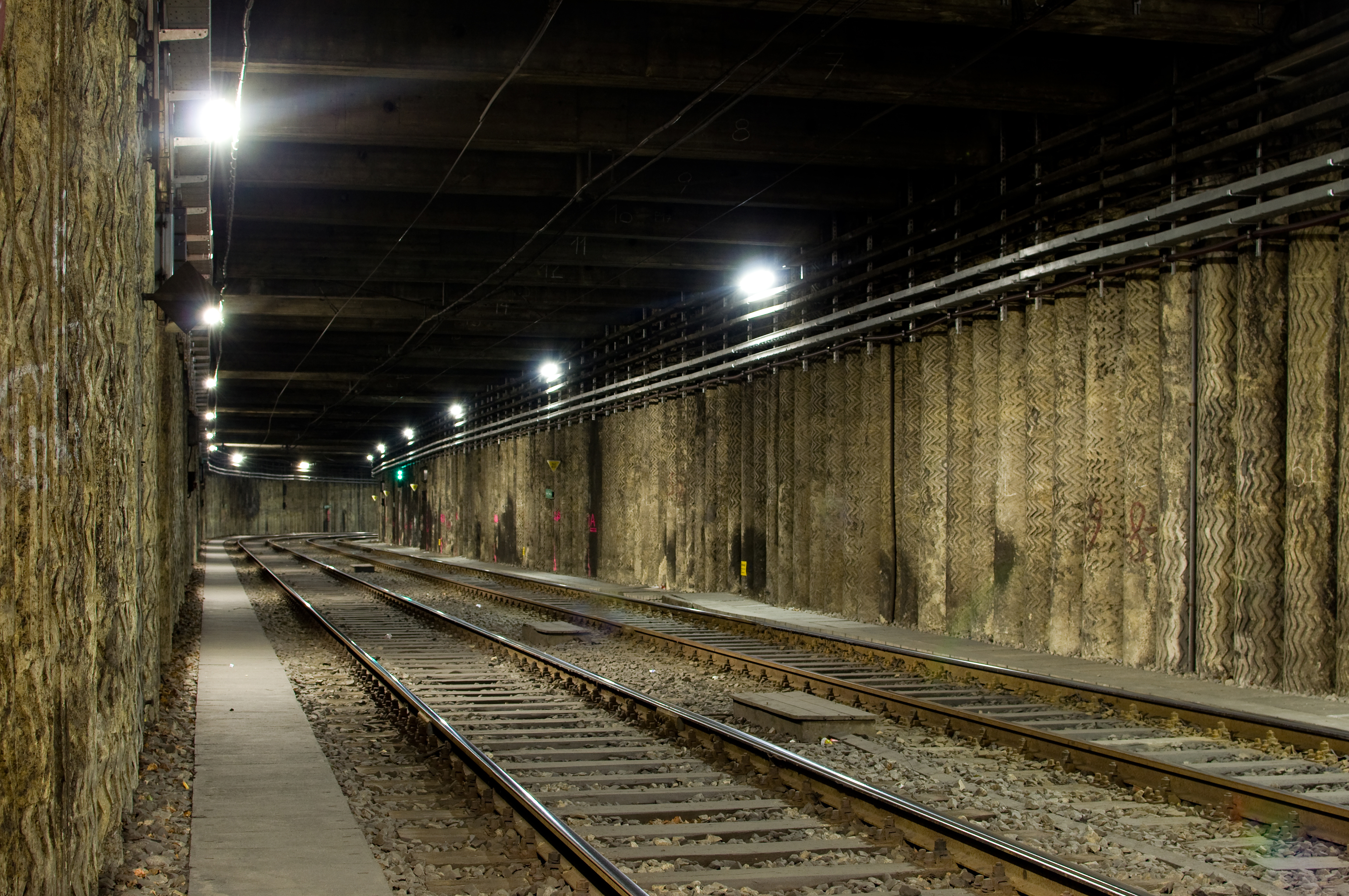
Freie Strecke zwischen Kliebergasse und Laurenzgasse

Die U-Straßenbahn wurde im Gegensatz zu den sonst für Straßenbahnen üblichen Rillenschienen mit Vignolschienen ausgestattet. Die Weichen und engen Bögen an den Abzweigstellen sind dagegen mit Rillenschienen und Flachrillenherzstücken ausgerüstet. Auf jeder Seite sind, zueinander versetzt, alle 20 Meter Leuchtstoffröhren angebracht. Diese helfen den Fahrern bei der Abschätzung von Entfernungen, da sich alle zehn Meter eine Leuchte befindet.

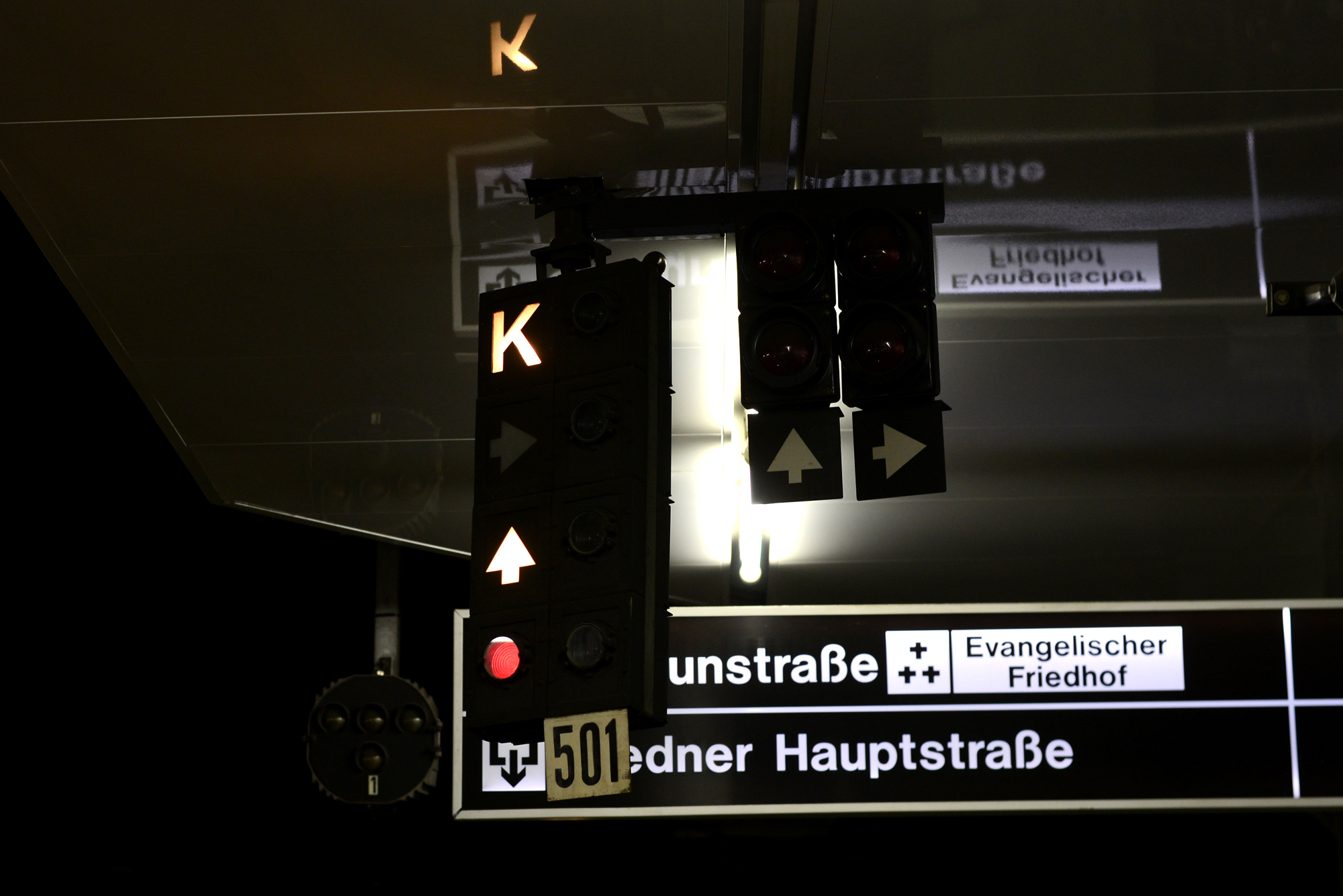
Signalanlage 1, während einer Zählkettenkorrektur, am Matzleinsdorfer Platz

In der U-Straßenbahn wird nicht auf Sicht, sondern signalgesichert gefahren. Es werden sogenannte Nachrücksignale (Blocksignale) mit zwei grünen und zwei gelben, mit Leuchtdioden realisierten untereinander angeordneten Lichtpunkten verwendet, die dem Fahrer den Zustand der nächsten beiden Gleisabschnitte anzeigen. Kurz vor den Stationen ist der Abstand zwischen den einzelnen Nachrücksignalen geringer, um ein schnelleres Einfahren in die Station zu ermöglichen. Die Gleisfreimeldung erfolgt durch Gleisstromkreise. Wenn die beiden folgenden Abschnitte frei sind, leuchten zwei grüne Laternen, der Fahrer darf mit der örtlich erlaubten Höchstgeschwindigkeit fahren. Ist der erste Abschnitt frei und der folgende besetzt, leuchten ein grüner und ein gelber Lichtpunkt, die Geschwindigkeit muss auf 30 km/h gedrosselt werden. Wenn aber der erste Abschnitt besetzt ist, leuchten unabhängig vom Zustand des übernächsten Abschnittes beide gelbe Lampen. Damit ist die Weiterfahrt mit 15 km/h zulässig. Zwischen den Stationen Kliebergasse und Laurenzgasse befindet sich in Richtung Oper das einzige Vorsignal der U-Straßenbahn, da sich das folgende Nachrücksignal in einem engen Rechtsbogen befindet und die Signalsicht nicht ausreichend ist.
Bei den Abzweigungen Matzleinsdorfer Platz und Kliebergasse findet ein erweitertes System Anwendung. Sobald ein Zug in die Station einfährt, wird an das System die gewünschte Richtung gesendet, zur Bestätigung erscheint am haltzeigenden Signal ein weißer Pfeil in der entsprechenden Richtung. Nun wird automatisch überprüft, ob die zu befahrenden Gleisabschnitte frei sind. Wenn das der Fall ist, werden die Weichen, wenn erforderlich, umgestellt und gesichert, anschließend gelangt das Signal in Fahrtstellung und der Fahrer darf die Fahrt fortsetzen. Wegen der problematischen Isolierfähigkeit des Oberbaues in den Weichen und Kreuzungen aus Rillenschienenmaterial sind die Abzweigstellen mit Achszählern ausgerüstet. Wenn sich zwei Züge gleichzeitig in einer Abzweigstation befinden, wird der Zug bevorzugt, der schon länger in der Station steht. Da dieses System sehr störungsanfällig ist, wurden kurz nach der Eröffnung der U-Straßenbahn als Rückfallebene zusätzlich die für die Wiener Straßenbahn typischen Fahrsignale mit vier weißen Lampen angebracht, die vergleichbar mit einer Kreuzung an der Oberfläche, aber nicht so effizient und rasch arbeiten. 

## Gürtel
In den 1960er Jahren wurde das Verkehrskonzept der U-Straßenbahn auch auf dem vom Pkw- und Lkw-Verkehr stark befahrenen Südgürtel verwirklicht. Die Tunnel und Stationen der Straßenbahn sind auf dieser Strecke bis heute in Betrieb. Kreuzungen der Strecken erfolgen auch im Tunnel niveaugleich, was für die U-Bahn in Wien aus Sicherheitsgründen nicht üblich ist. 
Das erste Teilstück, eine kurze Unterführung des Südtiroler Platzes im Zuge des Gürtels nahe dem bis 2009 in Betrieb gewesenen Südbahnhof, wurde am 7. Mai 1959 eröffnet. Die Haltestelle steht in Verbindung mit der ebenfalls unterirdischen S-Bahn-Station Hauptbahnhof. 
Bis zur Eröffnung am 11. Jänner 1969 wurden in Erweiterung der Anlage die Gleise entlang des Gürtels vom Südtiroler Platz bis zur Eichenstraße sowie in der Wiedner Hauptstraße und in der Kliebergasse in den Untergrund verlegt, insgesamt auf 3,4 Kilometer Länge. Im Zuge dieser Bauarbeiten wurde ab August 1965 die Florianikirche abgetragen. Es wurde sogar überlegt, die U-Straßenbahn in diesem Bereich als Linie U5 von der Station Gumpendorfer Straße bis St. Marx zu führen, was aber nie ernsthaft verfolgt wurde. Die im Jahr 2016 vorgestellte Linie U5 steht damit nicht im Zusammenhang.
Im Zuge des Baus der Station auf dem Matzleinsdorfer Platz im 5. Bezirk, Margareten, wurde auch Wiens erster „rollender Teppich“, ein Fahrsteig zur Beschleunigung des unterirdischen Fußgängerverkehrs und zur Erleichterung der langen Fußwege für ältere Personen, eröffnet.
Die U-Straßenbahn-Strecke unter dem Gürtel umfasst insgesamt sechs unterirdische Stationen und wird von vier Straßenbahnlinien sowie den Zügen der Lokalbahn Wien–Baden befahren. Die Linie 18 befährt den längsten Abschnitt des U-Straßenbahn-Tunnels, die Linie 6 den kürzesten.
Die noch aus den 1960er Jahren stammenden U-Straßenbahn-Stationen wurden ab Herbst 2009 aus Mitteln des Konjunkturpaketes um insgesamt elf Millionen Euro einer umfassenden Sanierung unterzogen, wobei das Stationsdesign so weit wie möglich dem der Wiener U-Bahn-Stationen angeglichen werden sollte.
Am 9. Dezember 2012 wurde die Haltestelle Südtiroler Platz in Hauptbahnhof umbenannt. Bei der Renovierung dieser Station wurden, abweichend von den anderen Stationen der Gürtel-U-Straßenbahn, weiße Wandverkleidungen angebracht, außerdem (in veränderter Position) ein großes Wandbild (eine Schrägsicht auf Wien) aus der Originalausstattung von 1959. 
| Linien    | Abk. | Station                                   | Umsteigemöglichkeiten | Sehenswürdigkeiten und wichtige Punkte                                    | Bezirk | eröffnet        |
| --------- | ---- | ----------------------------------------- | --------------------- | ------------------------------------------------------------------------- | ------ | --------------- |
| 6 18 62   | EI   | Eichenstraße                              | 12A                   | Metzleinstaler Hof, Reumannhof, Herweghhof, Julius-Popp-Hof, Matteottihof | 5      | 11. Jänner 1969 |
| 1 6 18 62 | MP   | Matzleinsdorfer Platz                     | R 14A                 | Evangelischer Friedhof, Matzleinsdorfer Hochhaus, Theodor-Körner-Hof      | 5      | 11. Jänner 1969 |
| 1 18 62   | KL   | Kliebergasse                              |                       | Waldmüllerpark                                                            | 5      | 11. Jänner 1969 |
| 1 62      | LG   | Laurenzgasse (an der Wiedner Hauptstraße) |                       | Florianikirche, Scala-Theater, Rainergymnasium                            | 5      | 11. Jänner 1969 |
| 18        | BL   | Blechturmgasse                            |                       | Alois-Drasche-Park, Wiedner Gymnasium                                     | 4, 5   | 11. Jänner 1969 |
| 18        | SL   | Hauptbahnhof                              | R O 13A 69A           | Südtiroler Platz                                                          | 4      | 7. Mai 1959     |

| Linie             | Verlauf                                          | Strecke im Tunnel                      |
| ----------------- | ------------------------------------------------ | -------------------------------------- |
| 1                 | Stefan-Fadinger-Platz – Prater Hauptallee        | Matzleinsdorfer Platz S – Laurenzgasse |
| 6                 | Burggasse-Stadthalle U – Geiereckstraße          | Eichenstraße – Matzleinsdorfer Platz S |
| 18                | Burggasse-Stadthalle U – Schlachthausgasse U     | Eichenstraße – Hauptbahnhof S U        |
| 62                | Kärntner Ring, Oper – Lainz, Wolkersbergenstraße | Laurenzgasse – Eichenstraße            |
| WLB (Badner Bahn) | Kärntner Ring, Oper – Baden, Josefsplatz         | Laurenzgasse – Eichenstraße            |

| Von                   | Bis                   | Länge     |
| --------------------- | --------------------- | --------- |
| Eichenstraße          | Matzleinsdorfer Platz | 653 Meter |
| Matzleinsdorfer Platz | Kliebergasse          | 458 Meter |
| Kliebergasse          | Blechturmgasse        | 384 Meter |
| Blechturmgasse        | Hauptbahnhof          | 445 Meter |
| Kliebergasse          | Laurenzgasse          | 433 Meter |

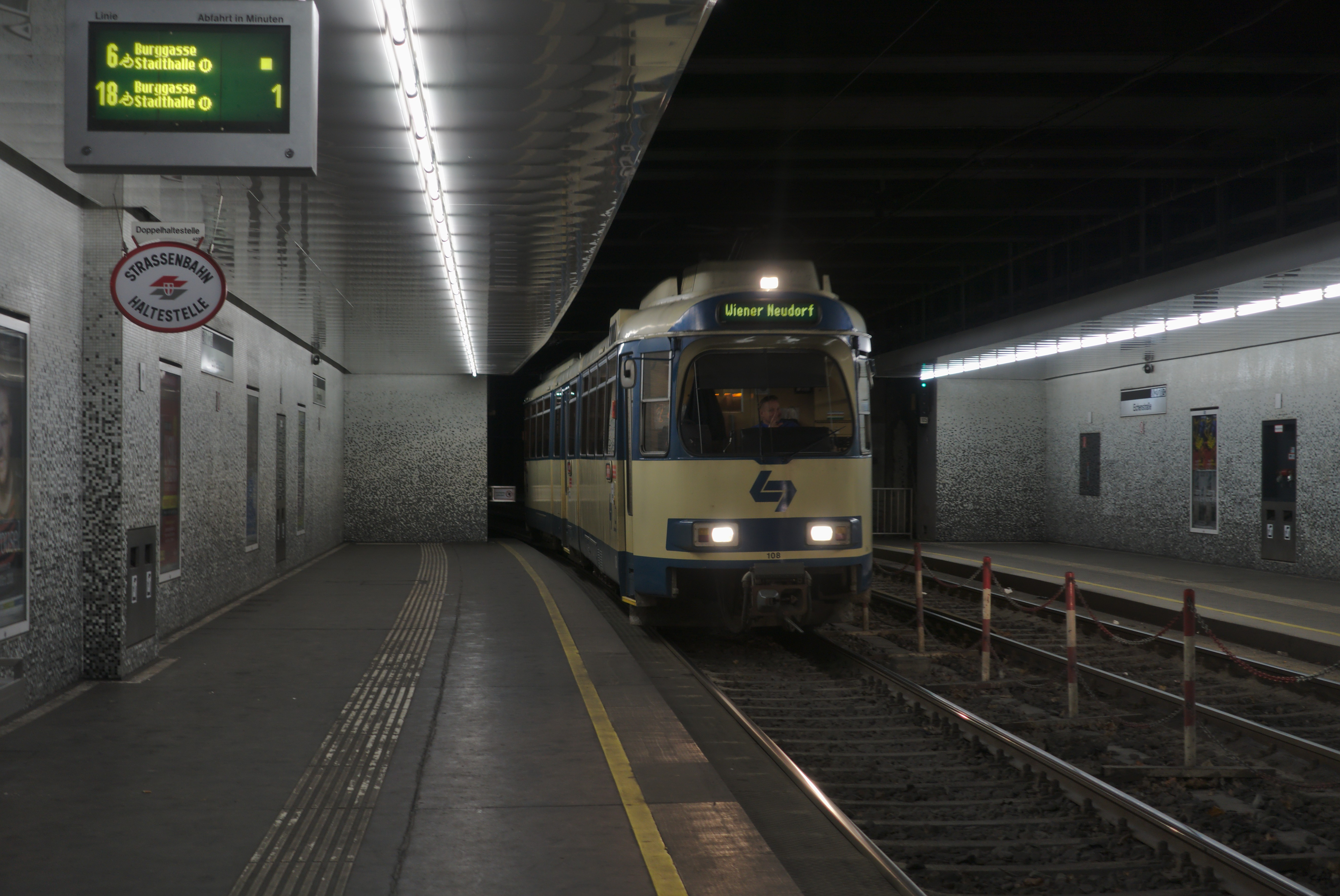
Zug der Badner Bahn (WLB) in der Haltestelle Eichenstraße
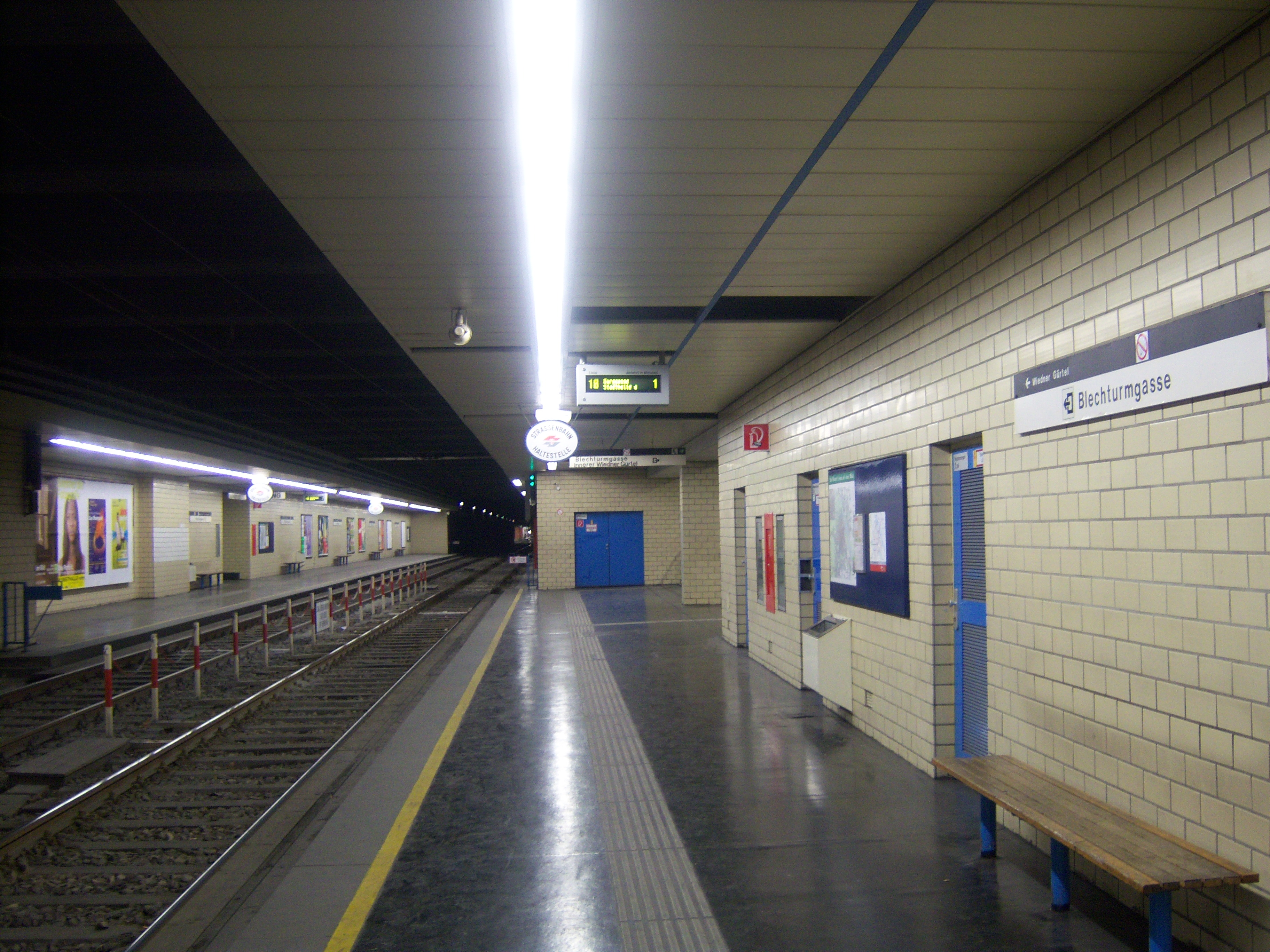
Haltestelle Blechturmgasse vor der Renovierung
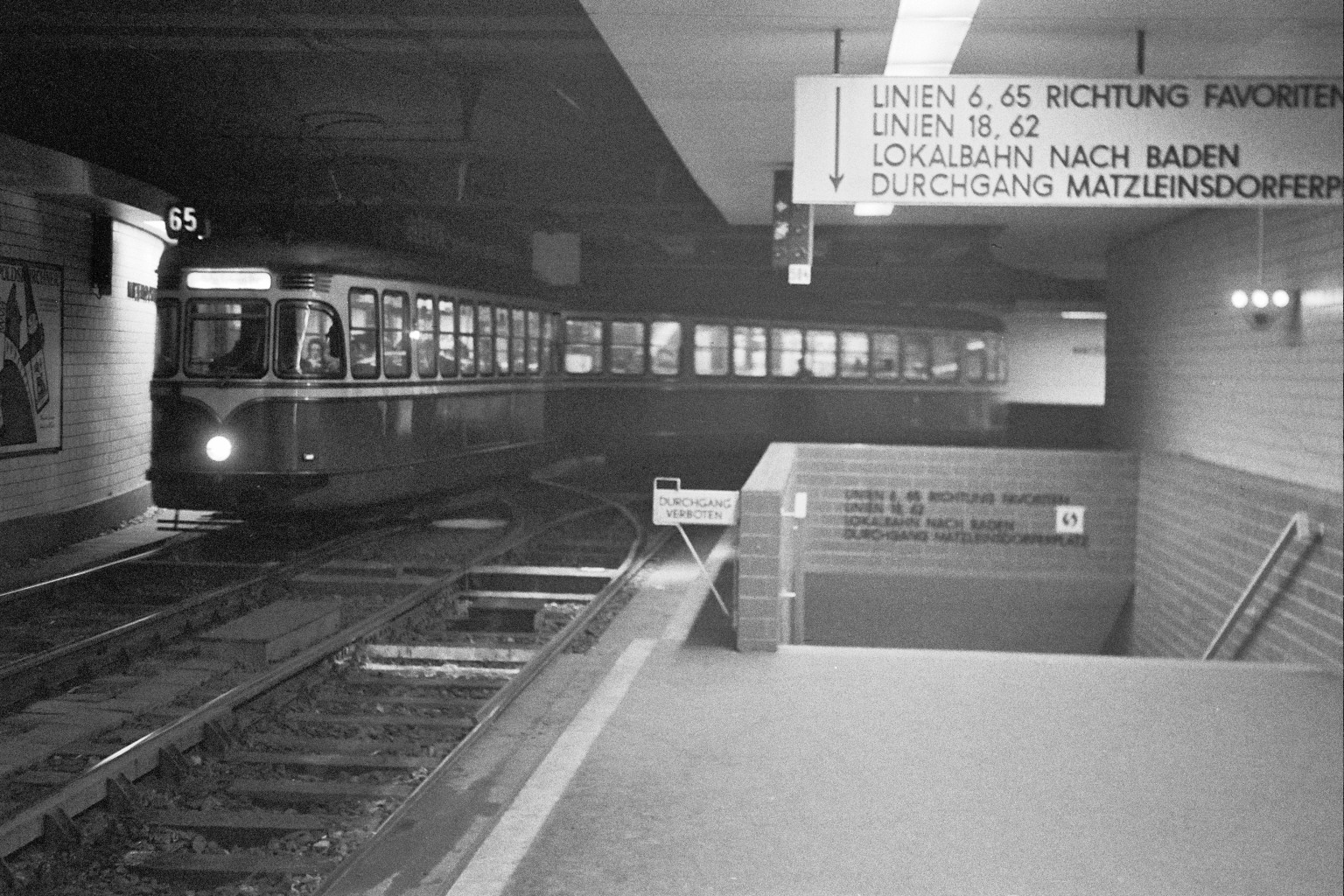
Gleisdreieck Matzleinsdorfer Platz mit Zug der Linie 65 (1970)
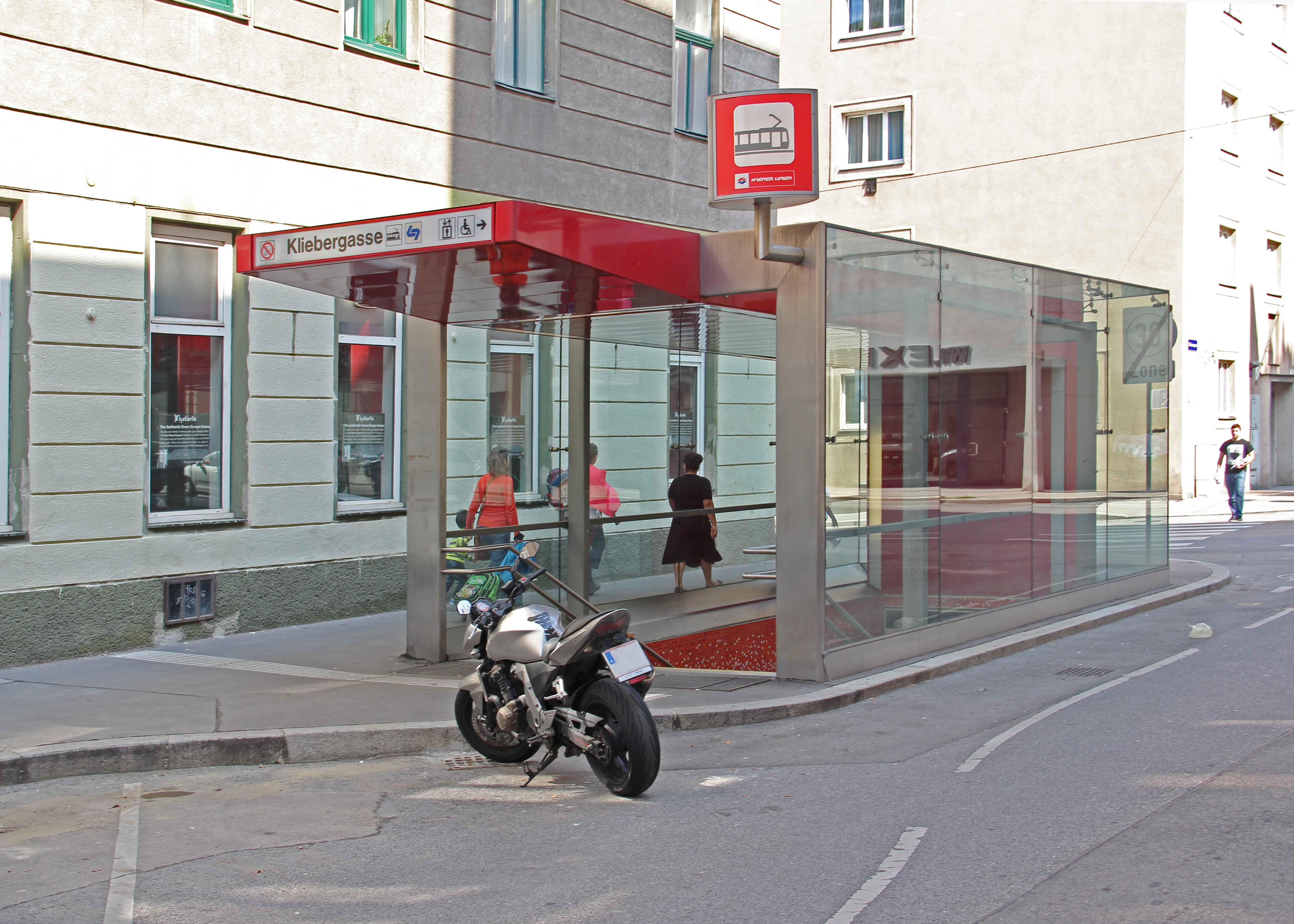
Neu gestalteter Abgang zur Haltestelle Kliebergasse
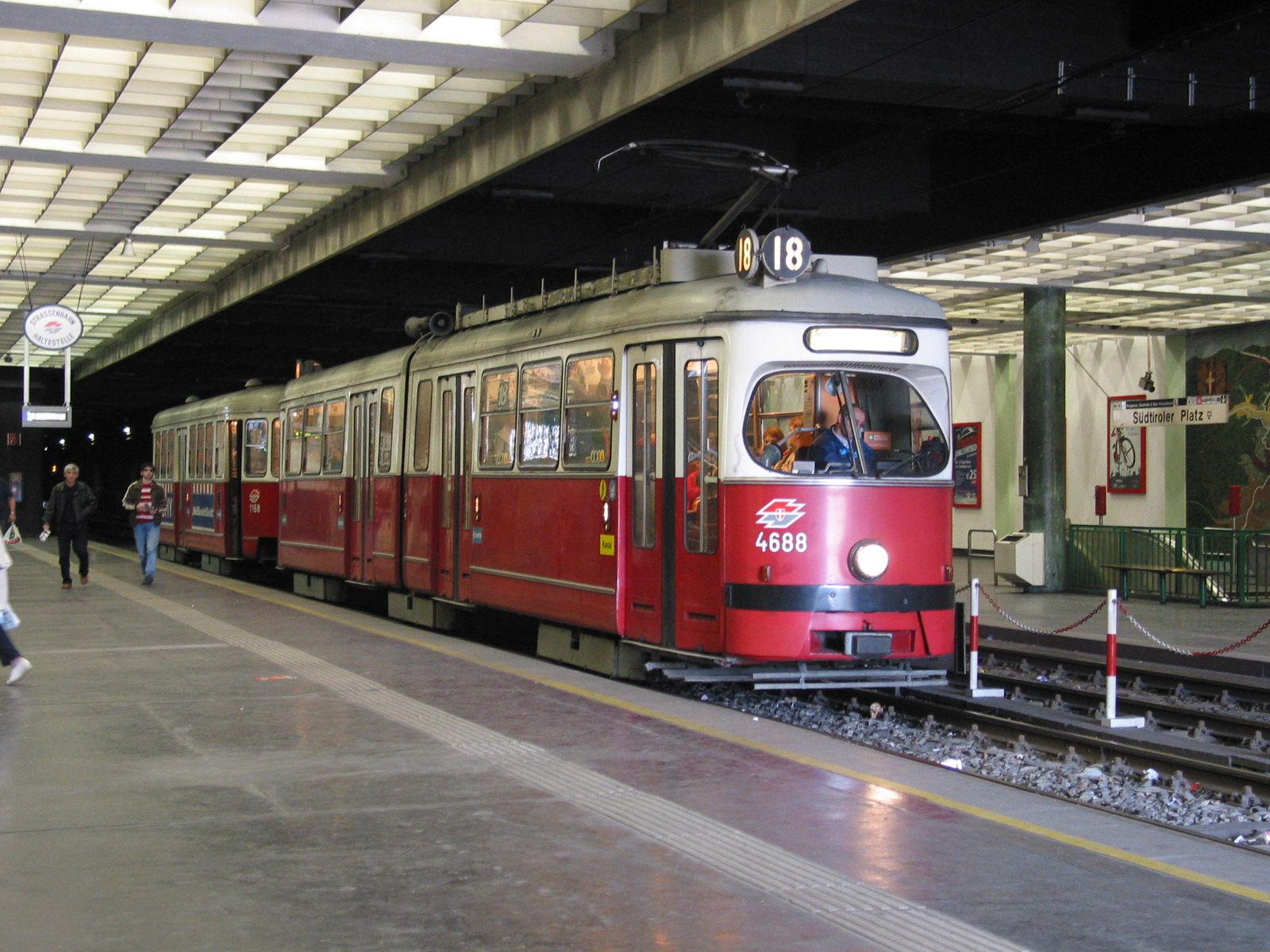
Zug der Linie 18 in der U-Straßenbahn in der damaligen Haltestelle Südtiroler Platz, heute Hauptbahnhof
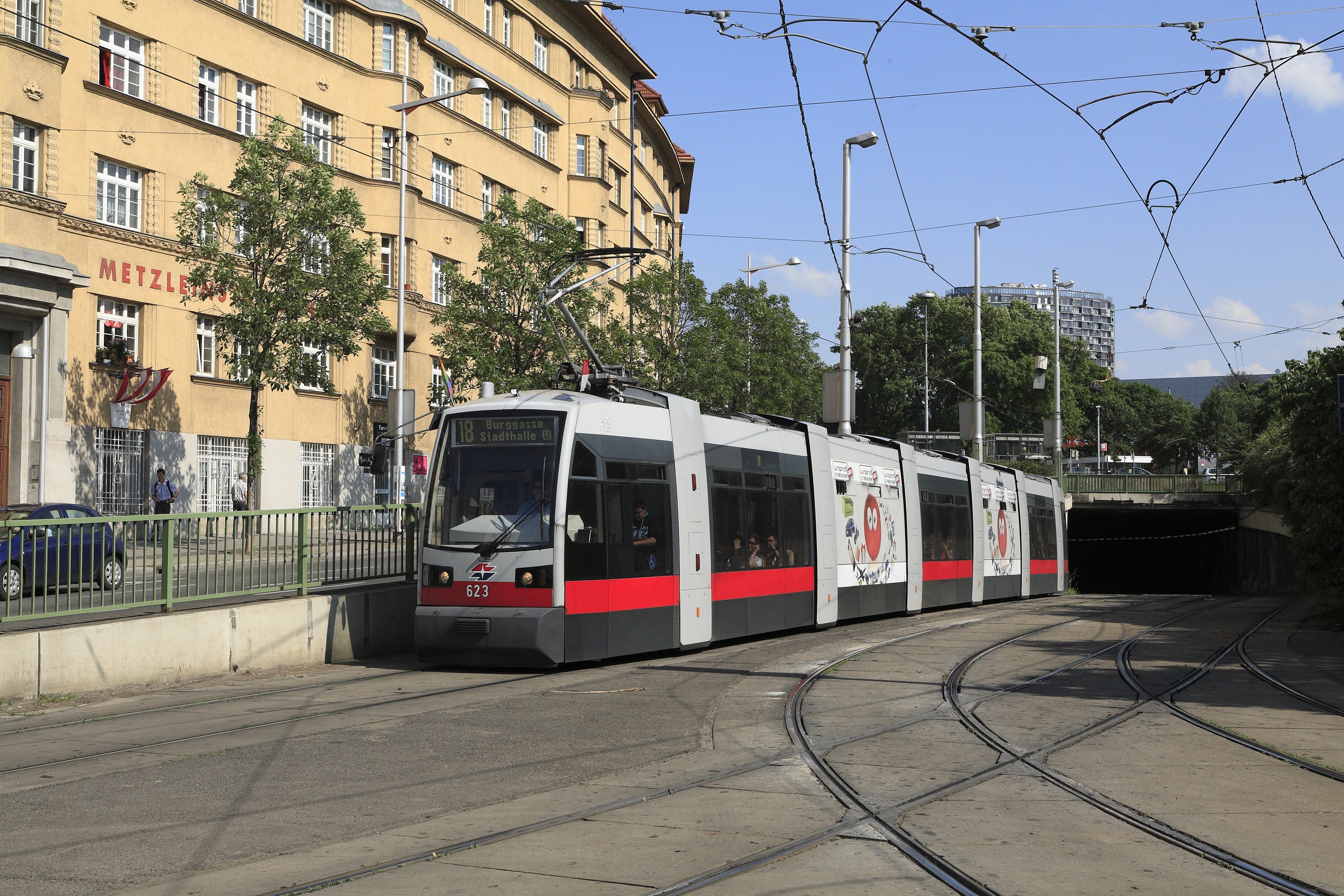
Ausfahrt aus dem Tunnel bei Eichenstraße beziehungsweise Flurschützstraße

## Zweierlinie

Haltestelle Friedrich Schmidt-Platz (heute U2 Rathaus), 1973

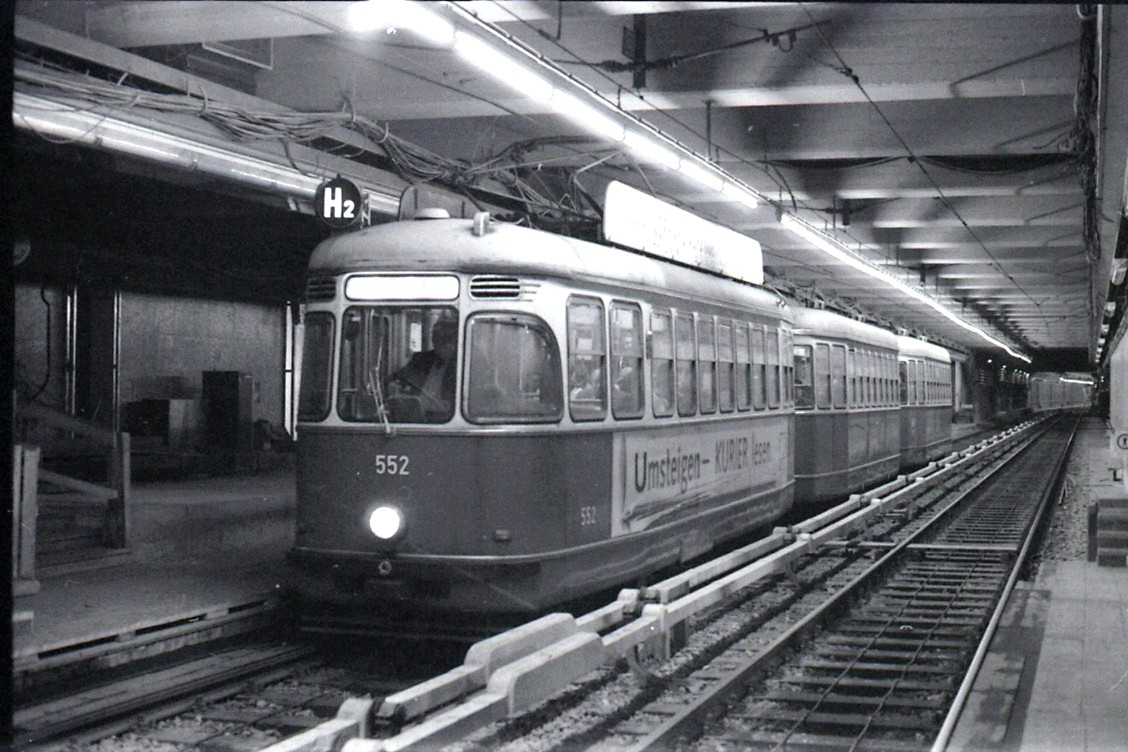
Umbau der Zweierlinie zur U2, 1980

Die erste längere U-Straßenbahn-Strecke entstand in den 1960er Jahren nach Abkehr der Stadtregierung von den Wiener Alwegbahnplänen, aber vor der Grundsatzentscheidung zum U-Bahn-Bau. Die Tieflegung der Straßenbahn entlang der so genannten Zweierlinie zwischen Secessionsgebäude und Landesgerichtsstraße nördlich des Friedrich-Schmidt-Platzes wurde am 8. Oktober 1966 in Betrieb genommen. Seit September 1980 wird diese Strecke von der U-Bahn-Linie U2 genutzt.
Seit 1907 gab es in Wien neben den mit Buchstaben bezeichneten Linien über den Ring („Ringlinien“) der Straßenbahn ebenfalls mit Buchstaben, aber zusätzlich mit dem Index 2 bezeichnete Straßenbahnlinien auf der parallel zum Ring geführten „Lastenstraße“ (der Ausweichroute für den Lastwagenverkehr). Bis in die späten 1970er Jahre verkehrten auf diesem Streckenabschnitt die drei Straßenbahnlinien E2 (Praterstern – Gersthof, Herbeckstraße), G2 (Radetzkystraße – Hohe Warte) und H2 (Prater Hauptallee – Hernals). Diese wurden wegen des stark überhandnehmenden motorisierten Individualverkehrs auf der „Zweierlinie“ in den Untergrund verlegt. Man versprach sich von der Verlegung der Straßenbahn knapp unter das Straßenniveau in den für den Verkehr neuralgischen Zonen eine raschere und billigere Lösung der Verkehrsprobleme als durch den Bau eines gesamten U-Bahn-Netzes. Die Straßenbahnzüge konnten an den Enden der U-Straßenbahn-Strecke den Tunnel verlassen, sich auf die Strecken in die Außenbezirke verzweigen und dort die üblichen Umkehrschleifen benutzen. Die zwischen den Tunnelportalen querenden Linien, zu denen vorher Weichenverbindungen bestanden, hatten jedoch keine Verknüpfung mit der Zweierlinie mehr.
Dieser Tunnel der U-Straßenbahn hatte eine Länge von 1,8 km und wies vier unterirdische Stationen auf:
- Mariahilfer Straße, heute als U-Bahn-Station Museumsquartier betrieben, von 1991 bis 2000 Babenbergerstraße genannt
- Burggasse, heute U-Bahn-Station Volkstheater und Knotenpunkt mit der U-Bahn-Linie U3
- Lerchenfelder Straße, später U-Bahn-Station Lerchenfelder Straße, am 27. September 2003 wegen des kurzen Abstandes zur Station Volkstheater aufgelassen
- Friedrich-Schmidt-Platz, heute U-Bahn-Station Rathaus; nördlich dieser Station befand sich in der Landesgerichtsstraße die Ein- bzw. Ausfahrt des Tunnels, und die Straßenbahnlinien verzweigten sich an der Kreuzung mit Alser Straße und Universitätsstraße in die Außenbezirke.

1980 konnte die bestehende U-Straßenbahn nach entsprechenden Vorarbeiten innerhalb von zwei Sommermonaten, in denen der Betrieb ruhte, zur U-Bahn-Strecke umgebaut werden. Die Strecke wurde dazu im Süden von der Secession bis zum entstehenden U-Bahn-Knoten Karlsplatz (U1 seit 1978, U4 seit 1978 bzw. 1980) und im Norden von der Landesgerichtsstraße beim Friedrich-Schmidt-Platz über den Verkehrsknoten Schottentor zum Schottenring (U4) verlängert. Die Bahnsteige wurden erhöht, die Architektur der U-Straßenbahn-Stationen wurde größtenteils beibehalten. Seit der Eröffnung der U2 am 30. August 1980 gehört die Strecke zum U-Bahn-Netz.

## Weitere unterirdische Streckenabschnitte
1961 entstand am Schottentor eine unterirdische Schleifenanlage für die Linien 37, 38, 39 (bis August 1970), 40 (ab Sommer 1980), 41 und 42; darüber befindet sich auf Straßenniveau die Schleife der Linien 43 und 44. Seit 1980 ist diese Endstation von sieben Straßenbahnlinien mit der neu gebauten U-Bahn-Station Schottentor (U2) verbunden. 
Die unterirdische Straßenbahnstation wird wegen ihrer kreisrunden, eingetieften, aber in der Mitte offenen Form im Volksmund Jonas-Reindl genannt, nach dem österreichischen Ausdruck „Reindl“ für Kasserolle sowie dem Wiener Bürgermeister Franz Jonas, in dessen Amtszeit (1951–1965) die meisten U-Straßenbahn-Projekte geplant und errichtet wurden. 
Bei der Errichtung der unterirdischen Wendeschleife wurden die Säulen so angeordnet, dass sie einem eventuellen Weiterbau in Richtung Innenstadt nicht im Weg stehen. Wegen der Errichtung der U-Bahn-Linien U1 und U3 wurde diese Verlängerung aber nicht weiter verfolgt.
Die Station Erzherzog-Karl-Straße in der Donaustadt liegt an der Linie 25 in einer Unterführung, die unter der Haltestelle Wien Erzherzog-Karl-Straße der Ostbahn (Laaer Ostbahn und Marchegger Ast) mit S-Bahn-Verkehr und der Autobahn Südosttangente Wien hindurchführt. Diese unterirdische Haltestelle, die auch von Bussen bedient wird, wurde 1971 im Zuge der Verlängerung der Linie 26 eröffnet. Aufgrund der Tatsache, dass sich beiderseits neben der Straßenbahnstation Fahrbahnen befinden, konnten keine direkten Stiegen zu den ÖBB-Bahnsteigen errichtet werden. Als Ersatz gibt es je einen Lift, der direkt auf den Mittelbahnsteig 1/2 bzw. auf den Mittelbahnsteig 3/4 führt, und Stiegen, die zu den westlich und östlich der Unterführung gelegenen Zugängen zu den Bahnsteigen führen.

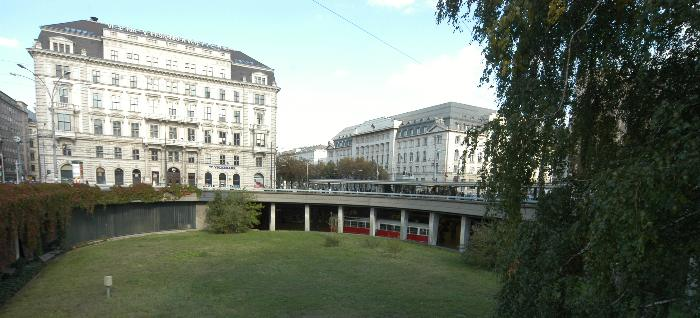
Jonasreindl von oben
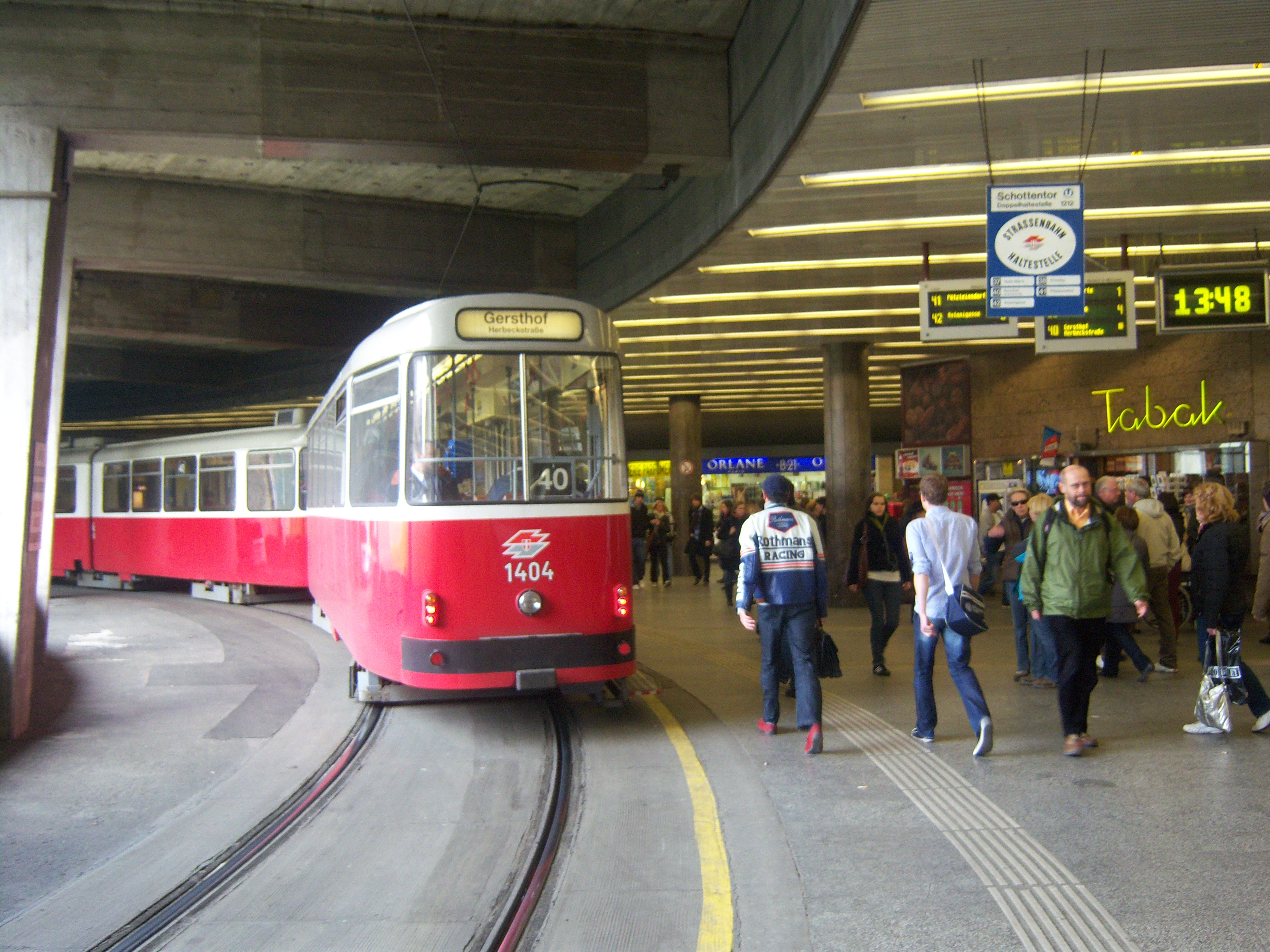
Bahnsteig in der Station Schottentor
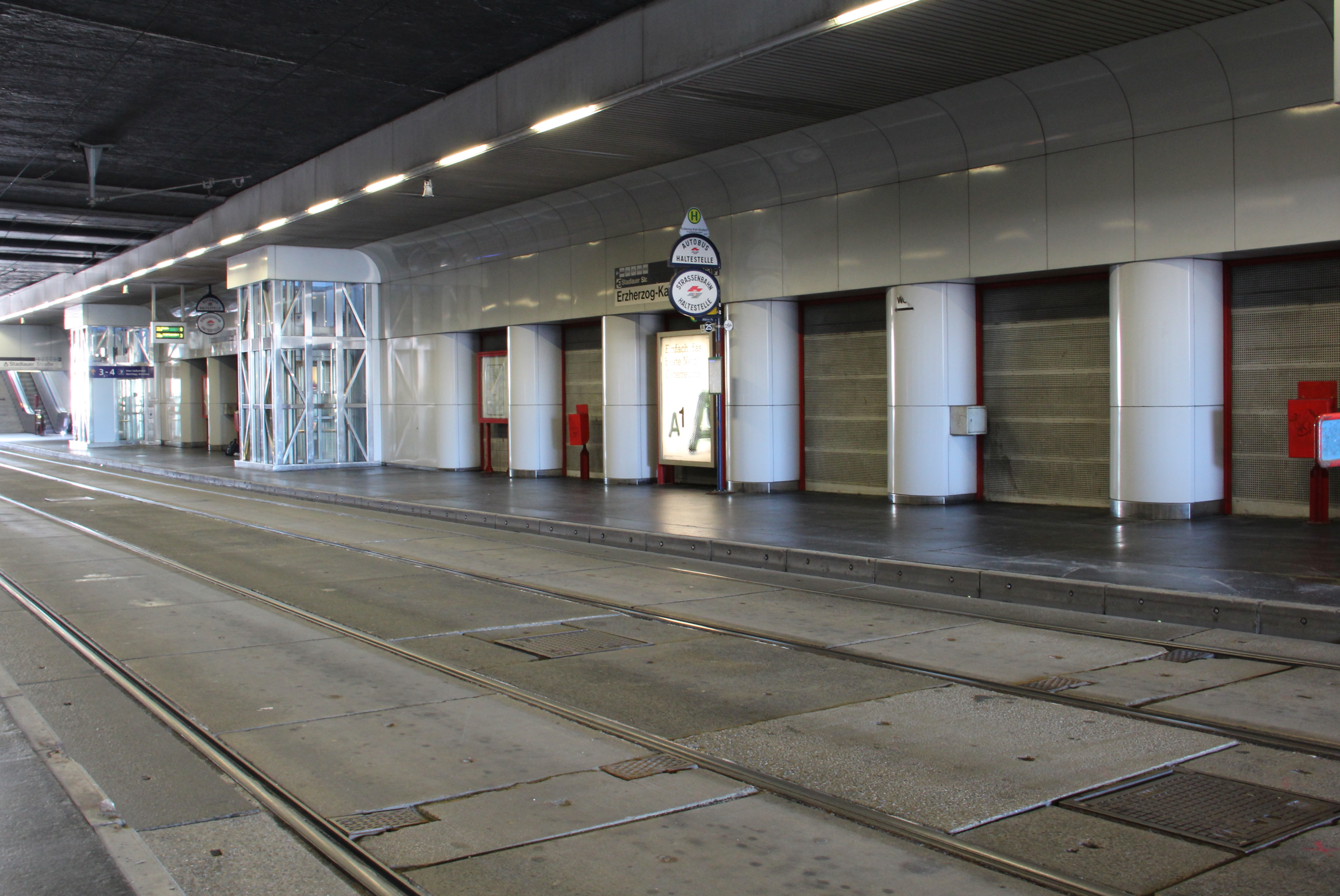
Erzherzog-Karl-Straße

## Fußnote
1. ↑  Hierzu, Zitat: „… In Wien gibt es nämlich nicht die Spur eines Verkehrskonzepts, das diesen Abbruch [der Rauchfangkehrerkirche], das irgendeinen Abbruch rechtfertigen würde. […] jetzt, fünf Minuten vor Zwölf, sieht die Gemeindeverwaltung, von der politischen Opposition in die Enge gedrängt, ihren Fluchtweg in der fixen Idee einer Unterpflasterstraßenbahn – jener ‚Ustraba‘, die von allen Millionenstädten in Europa und Übersee als vorgestrig abgelehnt wird und die sich auf der Münchner Verkehrsausstellung auch schon eine handfeste Blamage geholt hat. […] Dabei könnte die alte Kirche [St. Florian] durchaus stehenbleiben, wenn man gleich eine richtige U-Bahn, eingebettet in ein großes Systemnetz, geplant hätte – wobei es noch fraglich ist, ob eine einzige U-Bahn-Linie ein aufgelockertes Stadtrandquartier von 30 000 Einwohnern überhaupt ausreichend bedienen kann. […] Wien hat aber weder Stadtautobahn- noch U-Bahnplanung, was den seinerzeitigen Stadtplaner zu den historischen Worten im offenen Gemeinderat hinriß: ‚Ich werde doch nicht eine U-Bahn projektieren, wenn es die Mehrheit des Hauses nicht will.‘ Wobei dieses U-Bahn-Tabu, wie gesagt, nur darauf zurückgeht, daß die Rathaus-Opposition die U-Bahn seit eh und jeh als Steckenpferd betrachtet hat und ein waschechter Politiker doch nicht machen darf, was der Gegner verlangt. So kommt es, daß im Wiener Rathaus nun akute Ustraba-Planungstechnik herrscht und die Rauchfangkehrerkirche unter die Räder kam.“